# Flora of Tropical East Africa. Euphorbiaceae
Flora of Tropical East Africa. Euphorbiaceae (abreviado Fl. Trop. E. Africa, Euphorb.) es un libro con ilustraciones y descripciones botánicas que fue escrito por el botánico y curador inglés Alan Radcliffe-Smith y publicado en Róterdam, Boston en el año 1987.